# استفان سالگر
استفان سالگر (انگلیسی: Stephan Salger؛ زادهٔ ۳۰ ژانویهٔ ۱۹۹۰) بازیکن فوتبال اهل آلمان است.
از باشگاه‌هایی که در آن بازی کرده‌است می‌توان به باشگاه فوتبال کلن، باشگاه فوتبال آرمینیا بیله‌فلد، و باشگاه فوتبال اسنابروک اشاره کرد.
وی همچنین در تیم ملی فوتبال زیر ۲۱ سال آلمان بازی کرده‌است.